# Crux simplex

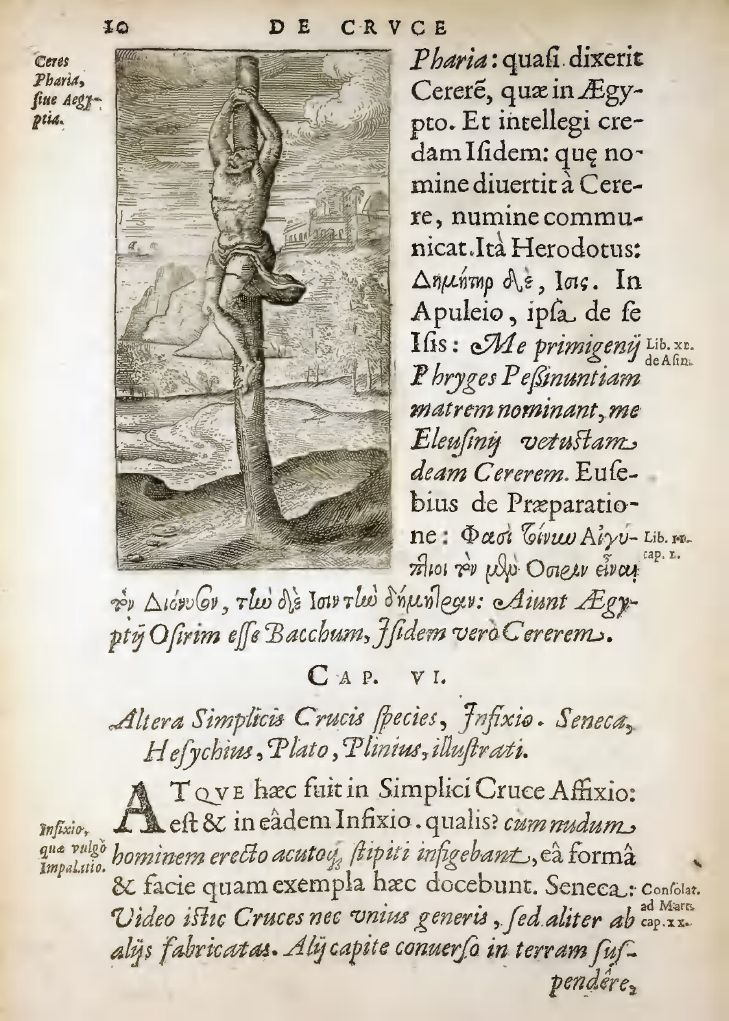
En su De cruce (Amberes 1594), p. 10 Justo Lipsio explica los dos sentidos de lo que llama crux simplex

El término crux simplex fue inventado por Justo Lipsio (1547-1606) para indicar un solo madero simple (sin travesaño) al cual se fijaba alguien para dejarle morir así o con el cual se empalaba a alguien («Simplex [...] voco, cum in uno simplicique ligno fit affixio, aut infixio»). Distinguió así dos tipos de crux simplex: la crux simplex ad affixionem y la crux simplex ad infixionem.
De ambos tipos de crux simplex la terminología de Lipsio distingue la crux compacta, que es un conjunto hecho de dos maderos («Compacta Crux est, quae manu facta, idque e duplici ligno»). Hay tres tipos de crux compacta: crux decussata (en forma de X, o cruz de san Andrés), crux commissa (en forma de T) y crux immissa (en forma de †).
Todos estos términos fueron inventados por Lipsio y no se encuentran en textos anteriores de cualquier época.

## Etimología decrux
La palabra latina crux proviene de la raíz indoeuropea ger o kar (que significa ‘encorvado, doblado, torcido, ganchudo, apretad’). En la Roma clásica se trataba de un instrumento de madera para ejecuciones, «madero, árbol o armazón en que se empalaba, fijaba o ahorcaba a los delincuentes».
Con el tiempo, las cruces usadas en las ejecuciones romanas llegaron a ser de una gran variedad. Sobre la diversidad de cruces Séneca escribió en su Consolación a Marcia: «Veo cruces en ese lugar, no todas del mismo tipo, sino construidas de distintas maneras por unos y otros: hay quienes cuelgan a sus víctimas cabeza abajo, otros las empalan por sus partes privadas, otros extienden los brazos sobre el patíbulo». Flavio Josefo escribió en La guerra de los judíos: «los soldados fuera de sí de rabia y odio, se divirtieron clavando a sus prisioneros en diferentes posturas». Por implicancia la palabra crux tomó el significado metafórico de ‘tormento grave’ (crucio).
Con el tiempo la palabra crux llegó a tener un significado genérico tan amplio que terminó abarcando muchas otras formas y estilos, pero en la Roma clásica la crucifixión más común fue la cruz commisa (en forma de Tau, T, o cruz de San Antonio), con el patíbulo hasta el tope o cerca.

## Crux simplex ad affixionem

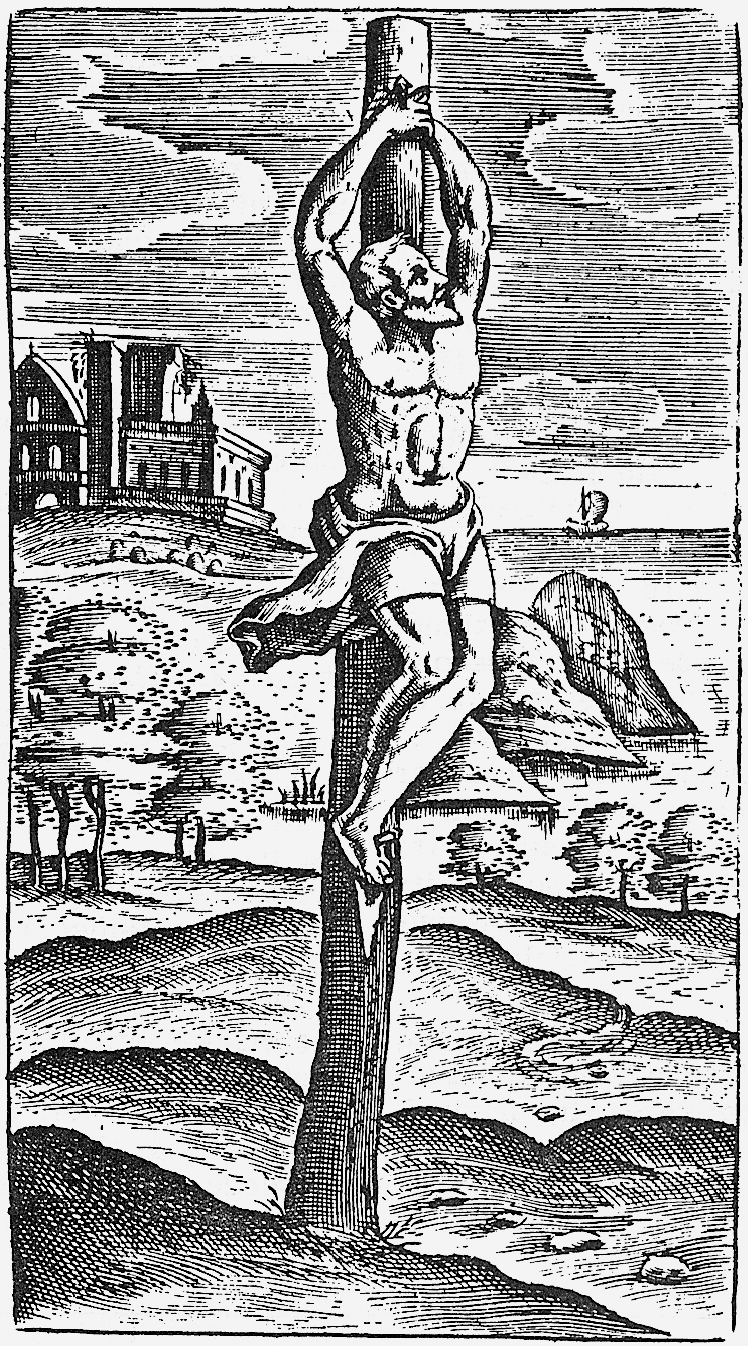
Dibujo de Justo Lipsio: Crux simplex ad affixionem

Justo Lipsio dedica el capítulo V del libro I de su De cruce al primero de los dos tipos de crux simplex: la crux simplex ad affixionem. En este tipo el condenado era atado o clavado a la crux simplex y dejado allí hasta su muerte. Lipsio observa que, dado que se ataba también la víctima a la parte erecta de un árbol, el tronco, atando los brazos a las ramas —como en un poema de Ausonio y en lo que cuenta Tertuliano en su Apologeticus de la ejecución de sacerdotes de Saturno en los árboles de su templo— se podía atarla también al solo tronco. Y no hay duda, según Lipsio, de que se continuaba usando árboles para este fin, sobre todo en las ejecuciones masivas, o escamondando ligeramente los árboles o dejándolos con todo su verdor.

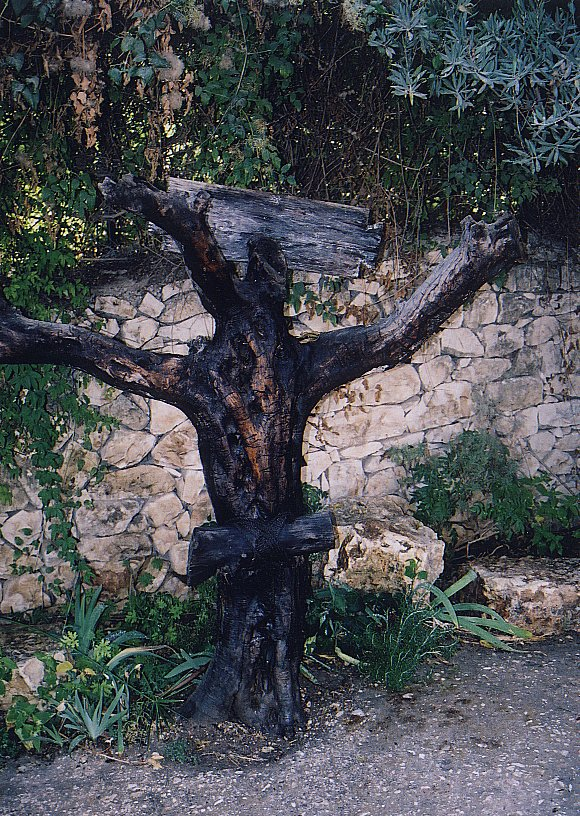
Olivo de tipo que habría podido ser usado para crucifixión, museo de Ein Kerem.

En el Museo de Ein Kerem en Israel se exhiben recreaciones de cómo se podrían haber usado olivos con las ramas naturales para crucifixiones.
Según Lipsio este tipo de crux simplex precedió y está en el origen de la cruz más conocida, opinión compartida por otros. También Patrick Farbairn, en The Imperial Bible Dictionary, declara: «Hasta entre los romanos la crux (de donde se deriva nuestra cruz) parece haber sido originalmente un palo en posición vertical, y esto siguió siendo siempre la más prominente de las dos partes. Sin embargo desde que se inició a usarla como instrumento de ejecución, se añadía frecuentemente un madero transversal, pero no siempre mismo entonces. Porque parece que la muerte se daba no sólo con la cruz: se la daba también espetando al criminal por el trasero y la espina dorsal con un palo que emergía por la boca (adactum per medium hominem, qui per os emergat, stipitem)».
A un condenado atado, como en el dibujo de Lipsio, a una crux simplex de este tipo, con los brazos extendidos directamente sobre la cabeza, Joseph Zias, antropólogo de la Universidad Rockefeller y excurador del Departamento de Antigüedades y Museos de Israel, dice que «la muerte ocurriría en cuestión de minutos o tal vez una hora si no se le atase o clavase los pies»; y por eso cree que «el número de individuos a ser crucificados, de hecho, pudo haber determinado la forma en que la ejecución tomaba forma. Así, como en el caso de los 6.000 prisioneros de guerra que fueron crucificados a lo largo de la Vía Apia, entre las ciudades de Roma y Capua, como parte de una celebración de la victoria [cuando Espartaco fue derrotado en la tercera guerra servil 73-71 a.C.], parece plausible creer que fue ocupada la forma más rápida y eficiente».
También según el doctor Frederic Zugibe, el estilo de crucifixión vertical precipitaría la asfixia en poco tiempo, desde horas a incluso minutos, dependiendo de si se tuviese algún apoyo en los pies para poder incorporarse y respirar.
Los romanos refinaron esta forma de ejecución con aditamentos como el travesaño para prolongar el sufrimiento del condenado, con lo que llegó a ser más común los tipos de crux compacta: crux commissa (en forma de T) y crux immissa (en forma de †).
La crucifixión se había fusionado con la costumbre romana del rito del patibulum, que consistía en hacer cargar a los reos un yugo de madera (furca, patibulum) hasta el lugar de ejecución, yugo que con el tiempo se convirtió en el travesaño de las cruces, que por eso se denominan «patibulares», o en la terminología de Lipsio cruces compacti para distinguirlas de las cruces simplices. Se cree que el poste vertical permanecía fijo en los lugares de ejecución. Al reo se le ataban los brazos al larguero transversal y se le obligaba a portarlo hasta esos lugares. Una vez allí se le izaba sobre el poste central.
Sin embargo, algunos creen que los romanos siguieron usando también el método de la crux simplex en ocasiones excepcionales. Refiriéndose a ejecuciones masivas llevadas a cabo por los romanos, el profesor Herman Fulda escribió en el siglo XIX: «No había árboles disponibles en todo lugar que se escogía para una ejecución pública; por eso, se hundía en el terreno una simple viga. A esta, con las manos levantadas hacia arriba, y frecuentemente también con los pies, se ataba o clavaba a los forajidos».
También, en 1904, Paul Wilhelm Schmidt escribió: «Cualquier cosa que no fuera un simple colgamiento queda descartado por el método de ejecuciones en masa que frecuentemente se seguía: 2 000 a la vez por Varo (Ant. Jos. 17.10.10), por Cuadrato (Guerra de los judíos 2.12.6), por el procurador Félix (Guerra de los judíos 2.15.2 [13.2]), por Tito (Guerra de los judíos 7.1 [5.11.1])».
Sobre crucifixiones masivas Flavio Josefo, escritor judío del siglo I D.C., informa respecto a los ejecutados durante la primera guerra judeo-romana: «tan grande era su número que no podía encontrarse espacio para las cruces ni cruces para los cuerpos». También refiere que, en el sitio de la capital judía (70 d. C.), no había suficiente madera para construir el muro de asedio, así que se tuvo que importar desde Siria. Josefo no menciona cruces simples, ni hay evidencia arqueológica de su uso tardío.

## Crux simplex ad infixionem

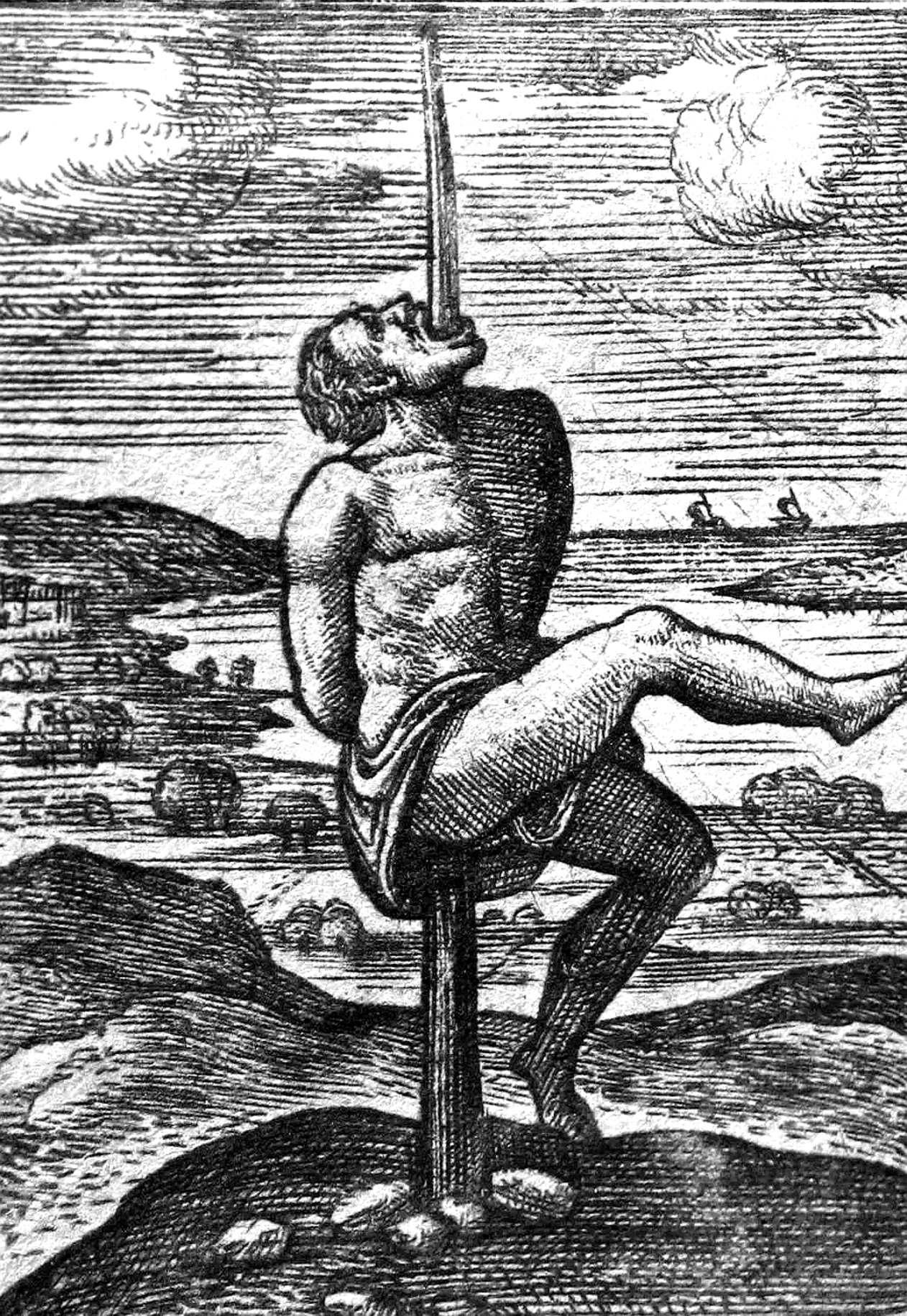
Dibujo de Justo Lipsio: Crux simplex ad infixionem

Justo Lipsio dedica el capítulo De cruce 1.6 al segundo de los dos tipos de crux simplex: la crux simplex ad infixionem empleada para la empalamiento. Cita a este respecto a Séneca, Hesiquio de Alejandría, Cayo Mecenas y Plinio el Viejo.

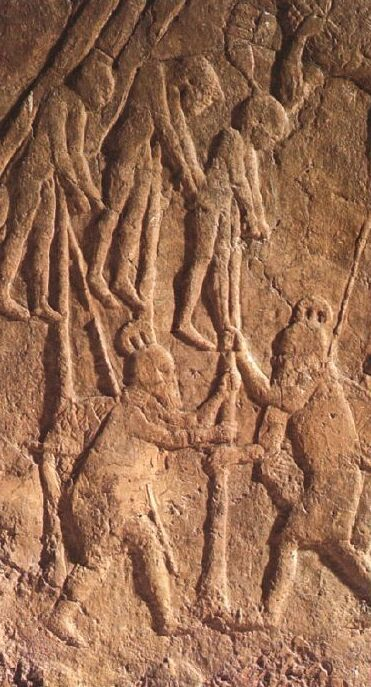
Empalamiento en Judea por los asirios bajo Senaquerib

Para hablar de lo que Lipsio más tarde llamaría crux simplex ad infixionem, Séneca (4 a. C. – 65 d. C.) empleó la palabra stipes, la misma que indicaba la parte vertical de la crux compacta. La utilizó al hablar de la pena de muerte aplicada a veces entonces mediante el empalamiento en sus Cartas a Lucilio, 14: adactum per medium hominem qui per os emergat stipitem («el hombre empalado con la pica emergiendo de su boca»); y en su Consolación a Marcia: alii per obscena stipitem egerunt («aquel los empala por los órganos genitales»).

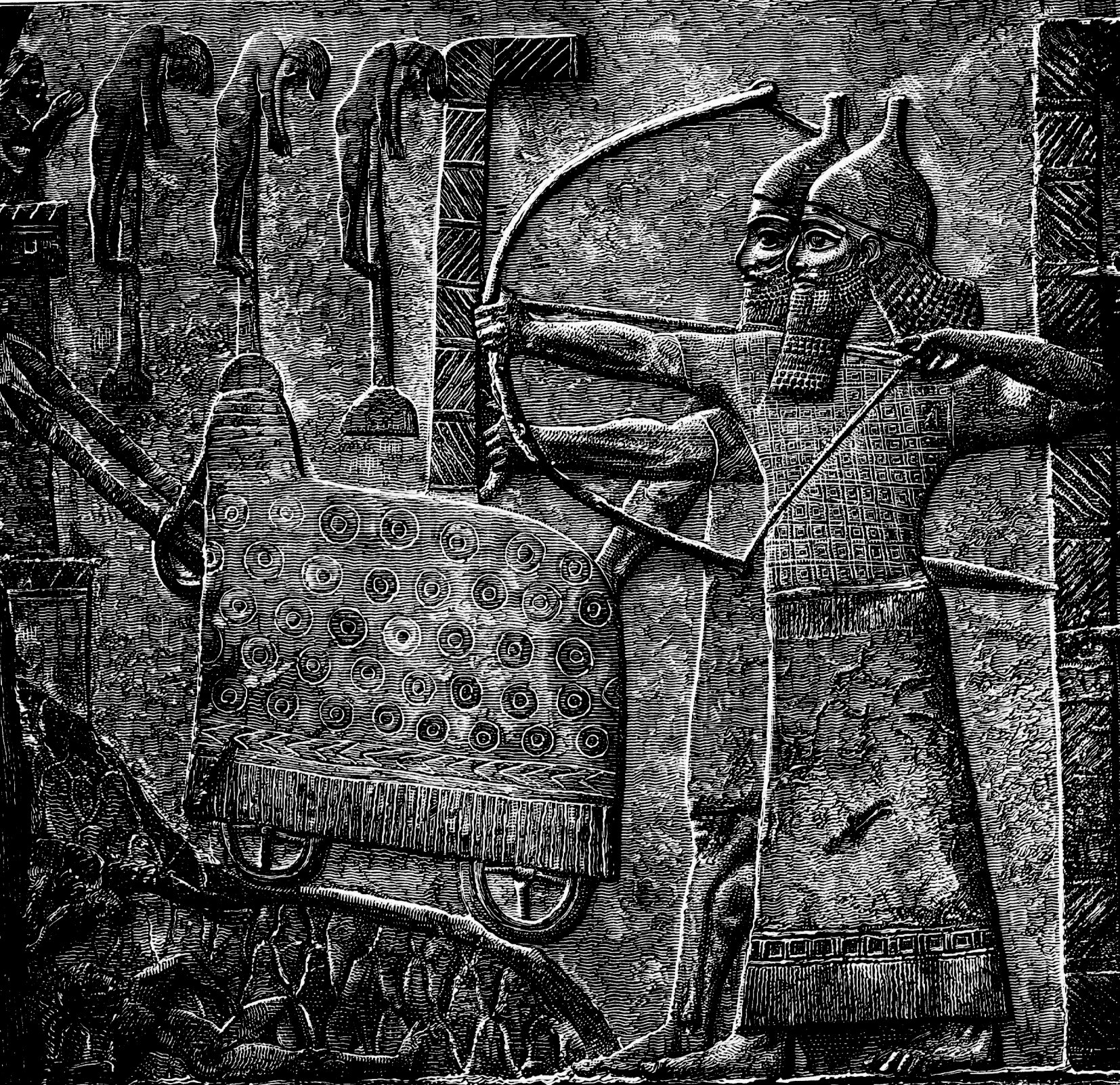
Arqueros asirios y al fondo empalamiento de presos

La pena de muerte por empalamiento se aplicaba ya mucho antes del Imperio romano y también mucho más tarde. Los asirios empalaban a sus víctimas por las costillas y los dejaban colgando de lanzas o estacas altas. 
Posteriormente este método de ejecución fue adoptado por los persas quienes lo usaron sistemáticamente durante el siglo VI a. C. En la religión zoroástrica de los persas se consideraba sagrados tanto al fuego como a la tierra, por eso sus ritos fúnebres excluían el entierro o la cremación; debido a eso los cadáveres solo se colocaban en camas de madera sostenidas por postes altos para que las aves los devoraran. La misma lógica habrían aplicado a los reos de muerte amarrándolos o colgándolos de postes altos o empalizadas, para así no profanar lo sagrado.

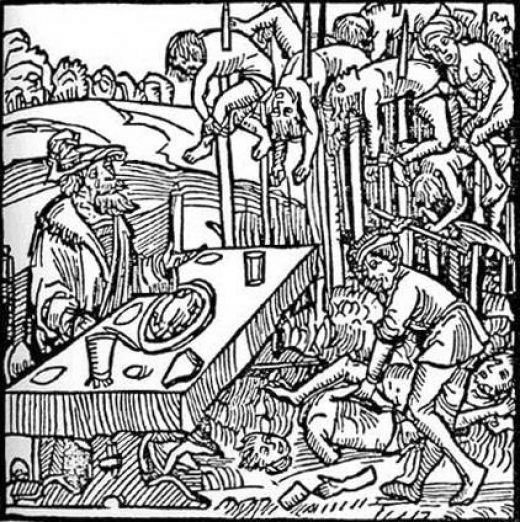
Empalamiento en Rumanía por Vlad Tepes.

EL Antiguo Testamento de la Biblia hebrea da testimonio de esta práctica persa, cuando narra que Darío el Grande emitió una orden de que nadie interfiriese en la reconstrucción del templo de Jerusalén so pena de ser fijado (literalmente, «alzado») en un madero arrancado de su propia casa. Durante el reinado de Asuero (Jerjes I), el hijo de Darío, dos de los guardas de la puerta del palacio fueron colgados empalados en una horca y a Hamán y sus diez hijos se les colgó en una horca de cincuenta codos de altura,
El empalamiento fue empleado en la Rumania del siglo XV, siendo muy frecuentemente usado por Vlad «el Empalador» Tepes, quien, destacando por su crueldad, llegó a ser la fuente histórica de la criatura literaria Drácula. Fue despiadado y en las ciudades donde no lo aceptaban se realizaban ejecuciones por empalamiento de hombres, mujeres y niños, como en los casos de la ciudad transilvana de Kronstadt (Brașov) y Hermannstadt (Sibiu), ambas ciudades habitadas por colonos alemanes que no querían comerciar con él o que no querían pagarle tributo. En 1459 hizo que 30 000 colonos alemanes (sajones) y oficiales fueran empalados. Con ello iniciaría su carrera de brutales masacres, entre las que se le atribuyen el exterminio de entre 40 000 y 100 000 personas entre 1456 y 1462, hechos detallados en documentos y grabados de la época, que pusieron de manifiesto su gusto por la sangre y el empalamiento, por lo que se le comenzó a llamar Țepeș que significa en rumano ‘empalador’.